# Somondoco (ort)
Somondoco är en ort i Colombia.   Den ligger i departementet Boyacá, i den centrala delen av landet, 80 km nordost om huvudstaden Bogotá. Somondoco ligger 1 624 meter över havet och antalet invånare är 1 029.
Terrängen runt Somondoco är kuperad västerut, men österut är den bergig. Runt Somondoco är det ganska glesbefolkat, med 27 invånare per kvadratkilometer. Närmaste större samhälle är Guateque, 4,5 km nordväst om Somondoco. Omgivningarna runt Somondoco är en mosaik av jordbruksmark och naturlig växtlighet.